# رکن چهارم
رکن چهارم یا رکن رابع یکی از مبانی اعتقادی شیخیه است. شیخیه بر خلاف اکثر شیعیان که ۵ اصل توحید، نبوت، معاد، عدل و امامت را به‌عنوان اصول دین پذیرفته‌اند به ۴ اصل توحید، نبوت، امامت و رکن چهارم اعتقاد دارند. شیخیه عدل را از صفات الهی و زیر مجموعه اصل توحید و معاد را جزو تعلیمات پیامبر در نتیجه زیر مجموعه نبوت می دانند. شیخیه رکن چهارم که تولی و تبری (که سایر شیعیان از فروع دین می دانند.) است را جزو اصول محسوب می نمایند. برداشت دیگر از رکن چهارم اعتقاد به وجود شیعیان کامل است، مانند سلمان و زینب کبری.